# Danske Malermestre
Danske Malermestre er arbejdsgiverforening og brancheorganisation for alle Danmarks malervirksomheder. Danske Malermestre består af i alt 32 lav og mesterforeninger, og har sekretariat i både København og Århus.
Danske Malermestre blev dannet i 1990 som resultatet af en fusion mellem to arbejdsgiverforeninger for malere; Centralforeningen af Malermestre i Danmark (CMD) og Danske Malermestres Arbejdsgiverforening (DMA).
Foreningen repræsenterer 1500 medlemmer og er medlem af Dansk Arbejdsgiverforening og SMVdanmark. Formand er malermester Per Vangekjær. Organisationens direktør er cand. polit. Ole Draborg. 